# Dendrobium derryi
Dendrobium derryi är en orkidéart som beskrevs av Henry Nicholas Ridley. Dendrobium derryi ingår i släktet Dendrobium, och familjen orkidéer. Inga underarter finns listade i Catalogue of Life.